# 10494 Jenniferwest
10494 Jenniferwest este o planetă minoră (asteroid), cu un diametru de 3,329 km, din centura de asteroizi. A fost descoperită pe 29 august 1986 la Observatorul La Silla de Henri Debehogne. 
Obiectul prezintă o orbită caracterizată de o semiaxă mare de 2,3911103 UAi, o excentricitate de 0,22, o înclinație de 3,424 ° în raport cu ecliptica.